# Oxyloma elegans elegans
De Slanke barnsteenslak (Oxyloma elegans elegans) is een op het land levende longslak uit de familie Succineidae.

## Naam
De soortnaam werd in 1758 ingevoerd door Joseph Antoine Risso (1777-1845) als Succinea elegans. Door andere inzichten in de taxonomie is de soort later in het geslacht Oxyloma geplaatst. Als gevolg van deze naamswijziging worden auteursnaam en datum nu tussen haakjes gezet. De naam elegans verwijst naar de slanke schelp.

## Beschrijving

### De schelp
Oxyloma elegans elegans heeft een scheef langgerekt eivormige schelp met een spitse top, tot 3 zeer snel in grootte toenemende afgevlakte windingen en een laatste winding die 2/3 van de totale schelphoogte in beslag neemt. De mondopening is langgerekt ovaal ('peervormig'). De mondrand is scherp, niet verdikt en discontinu. Beide uiteinden worden op de pariëtale zijde met een dun callus met elkaar verbonden. De windingen worden van elkaar gescheiden door een ondiepe sutuur. De schelp is hoornbruin van kleur, glad en glanzend en mist elke sculptuur afgezien van onregelmatige groeilijnen. De schelpwand is zeer dun en bij het levende dier doorzichtig. Het periostracum verleent de tere schelp een behoorlijke flexibiliteit.
Het dier past niet helemaal in het huis, en steekt altijd een beetje uit.
Fossiele schelpen zijn door het ontbreken van het periostracum vaak breekbaar, de schelp is ondoorzichtig en wit van kleur.
De schelp van deze soort is moeilijk te onderscheiden van die van verwanten. De verschillende soorten kunnen wel goed op anatomische kenmerken van de weke delen onderscheiden worden.
Afmetingen van de schelp
- hoogte: 15 millimeter, bij uitzondering tot 20 millimeter
- breedte: 8 millimeter

## Habitat
Deze soort leeft altijd in de buurt van water in vochtig gras- en rietland, in oever- en moerasbos.

## Levenswijze
Het is een amfibische soort die wel langs de waterkant kruipt maar het onder water niet lang overleeft. Voornamelijk te vinden langs de waterkant vanwege de voorkeur voor verschillende soorten riet, algen en andere waterplanten.
De dieren zijn tweeslachtig. Bij de paring gedraagt één dier zich als vrouwtje, het andere als mannetje. De eitjes worden in kleine pakketjes afgezet tussen planten en mos of in vochtige aarde, meestal langs de waterkant.

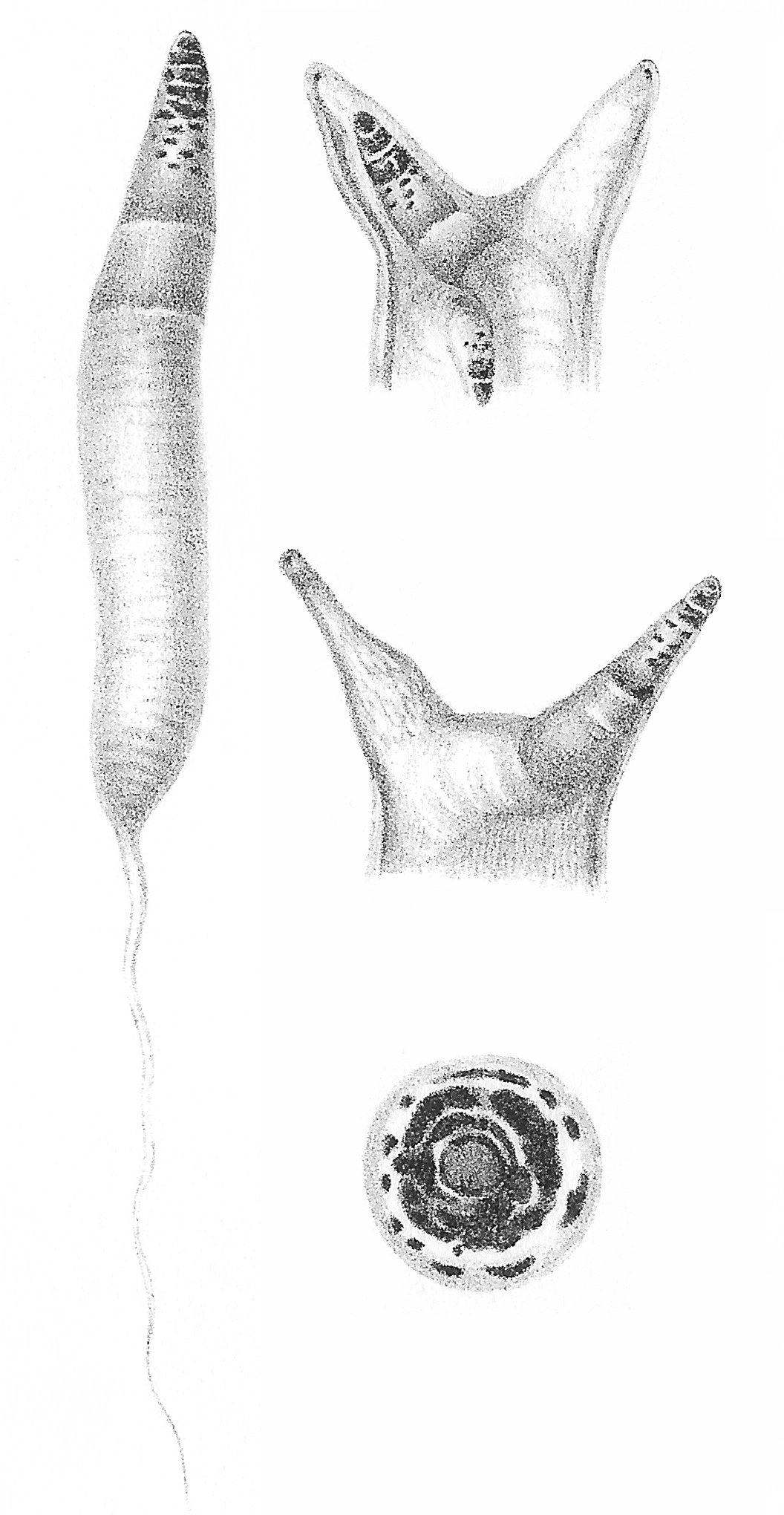
Leucochloridium paradoxum

Succineidae zijn dragers van de parasitaire worm Leucochloridium paradoxum (een Trematoda), althans een ongeslachtelijk larvestadium daarvan. Deze parasiet ontwikkelt knotsvormige uitsteeksels die deels in de tentakels van de slak terechtkomen. De uitsteeksels in de tentakels maken pulserende bewegingen die mogelijk aantrekkingskracht op vogels uitoefenen. Als vogels de slak eten, komt de worm in de vogel verder tot ontwikkeling. Als de slak niet op tijd gegeten wordt, dan barsten de tentakels open door een sterke opzwelling van de uitsteeksels van de parasiet. Daarbij komen cercariën vrij die op zoek gaan naar hun volgende gastheer. Het komt wel vaker voor dat prooidieren specifieke parasitaire belagers van hun vijanden bij zich dragen.

## Huidige verspreiding
Oxyloma elegans elegans is verspreid over Europa, Azië en Noord-Amerika. De soort is vrij algemeen in Nederland en België.

## Fossiel voorkomen
De schelp van Oxyloma elegans elegans en verwante soorten fossiliseert goed hoewel vaak alleen kapotte exemplaren of fragmenten van de topwindingen en de spil worden gevonden. Omdat schelpen van de Succineidae moeilijk op soort te determineren zijn, is het fossiele voorkomen niet met zekerheid bekend. Men neemt aan dat de soort in ieder geval tijdens alle interglacialen van het Kwartair in Noordwest-Europa aanwezig was. In Nederland en België bekend uit alle interglacialen en het Holoceen.

## Meer afbeeldingen

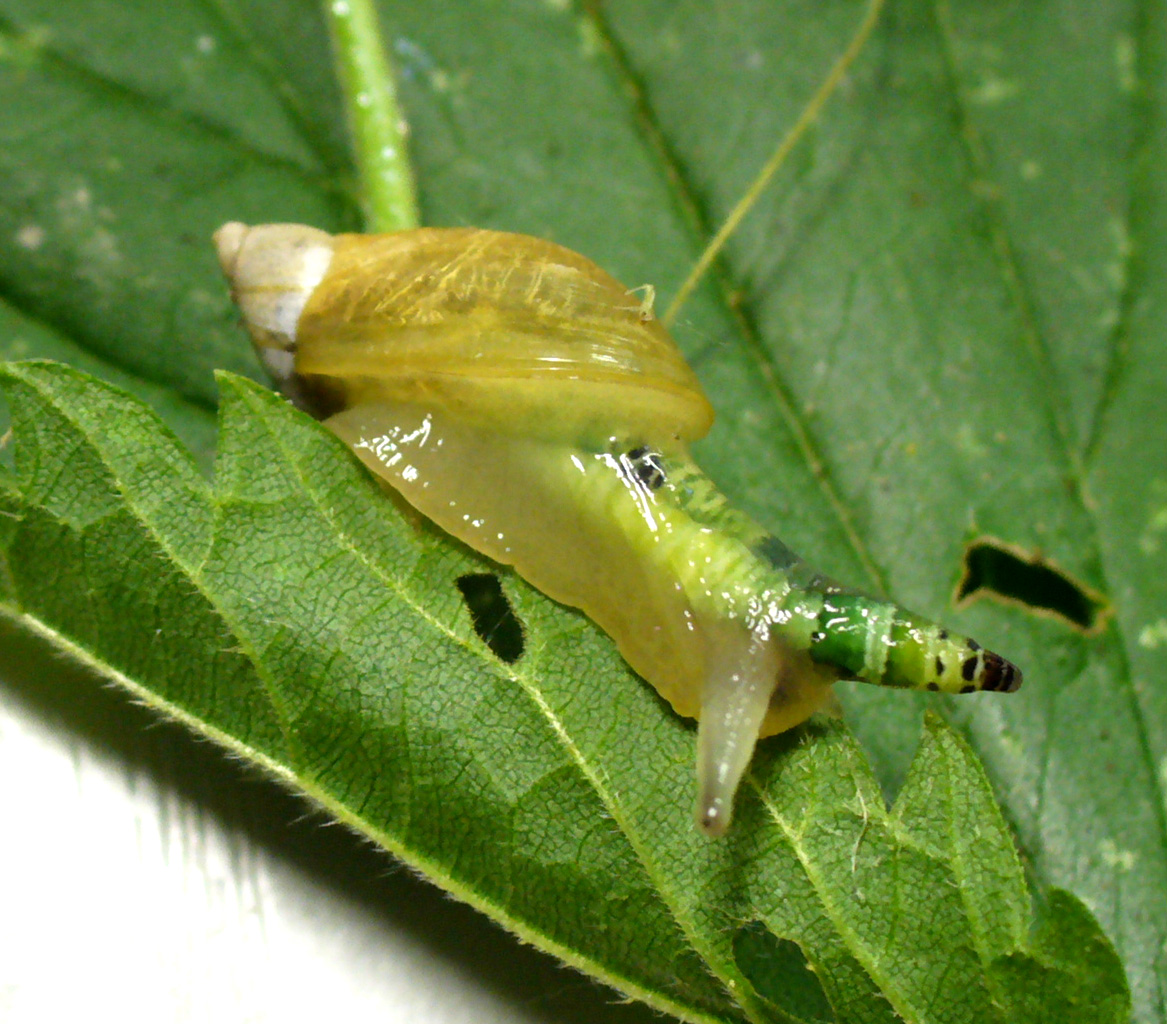
Een dier met de parasiet Leucochloridium paradoxum